# LWL-Gesundheitseinrichtungen im Kreis Soest

Übersichtskarte zu einzelnen Einrichtungen

Die LWL-Gesundheitseinrichtungen im Kreis Soest war die gemeinsame Bezeichnung verschiedener Institutionen des LWL-PsychiatrieVerbundes sowie des LWL-Maßregelvollzugs des Landschaftsverbands Westfalen-Lippe (LWL) im Kreis Soest.

## Einrichtungen
Der Begriff LWL-Gesundheitseinrichtungen im Kreis Soest fasste folgende Einrichtungen zusammen:
- LWL-Klinik Lippstadt (Ortsteil Benninghausen)
- LWL-Pflegezentrum Lippstadt (Ortsteil Eickelborn)
- LWL-Wohnverbund Lippstadt (Ortsteil Benninghausen)
- LWL-Zentrum für Forensische Psychiatrie Lippstadt (Ortsteil Eickelborn)
- LWL-Klinik Warstein
- LWL-Pflegezentrum Warstein
- LWL-Wohnverbund Warstein
- LWL-Akademie für Gesundheits- und Pflegeberufe Lippstadt
- LWL-Fort- und Weiterbildungszentrum in Warstein
- LWL-Institut für Rehabilitation Warstein
- LWL-Rehabilitationszentrum Südwestfalen in Warstein

Die Akademie, das Fort- und Weiterbildungszentrum, das Institut sowie das Rehabilitationszentrum sind der Klinik Lippstadt (Akademie) bzw. der Klinik Warstein angegliedert. Mit Ausnahme des LWL-Zentrums für Forensische Psychiatrie Lippstadt gehören alle Einrichtungen zum LWL-PsychiatrieVerbund Westfalen.